# Хронологія (журнал)
Хронологія (нід. De Tijdlijn) — це колишній літературний журнал видавця-редактора Пітера Мотте (нід. Peter Motte). Журнал виник у 1992 році й був зосереджений переважно на науковій фантастиці, фентезі та жахах. Франк Роджер (нід. Frank Roger) з'являвся в ньому так часто, що «Хронологія» фактично став журналом Пітера Мотте і Франка Роджера. Останній випуск був подвійним номером із назвою «De Tijdlijn 53 & 54», офіційно опублікований у 2004 році, але насправді розповсюджений лише у січні 2006 року.
Спочатку журнал видавався дуже скромно і називався «Leesblad». Поступово в ньому стало з'являтися більше ілюстрацій — спочатку чорно-білих, пізніше кольорових на обкладинці, а згодом і кольорових всередині.
Редакція організовувала у 2003, 2004 та 2005 роках конкурс фантастичної літератури під назвою «Премія за нідерландськомовну фантастичну літературу» (нід. De prijs voor de Nederlandstalige fantastische literatuur). На відміну від більшості журналів, які займаються цими жанрами, «Хронологія» завжди мав ширший фокус: у журналі публікувалися іноді реалістичні історії, а рецензії охоплювали найрізноманітніші теми. Журнал мав досить історичну орієнтацію, тому в ньому публікувалися як класичні (Едгар Аллан По (нід. Edgar Allan Poe), Карел ван Нівелт (нід. Carel van Nievelt)), так і сучасні автори (Пол Гарленд (нід. Paul Harland), Тайс Тенг (нід. Tais Teng). Серед часто представлених авторів були Франк Роджер, Марко Кнауфф (нід. Marco Knauff) і Август Льойніс (нід. August Leunis). Три оповідання Едді С. Бертена (нід. Eddy C. Bertin) також увійшли до випусків журналу. Патрік Бернау (нід. Patrick Bernauw) кілька разів з'являвся у ньому. Журнал також відновив співпрацю з Марком Дж. Рюффелаертом (нід. Mark J. Ruyffelaert).